# Vioolconcert (Delius)
Frederick Delius voltooide zijn enige Vioolconcert in 1916.
Delius werd voor dit werk geïnspireerd door een concert dat hij in 1914 had bijgewoond. De zusters May en Beatrice Harrison speelden in december 1914 het Dubbelconcert van Johannes Brahms met het Hallé Orchestra. Een andere inspiratiebron was een concert in mei 1915 waarin het Vioolconcert van Edward Elgar Door Sammonds werd gespeeld. Delius wilde ook zo’n dubbelconcert schrijven en dat kwam er al vrij snel (1916). Hij begon ook direct aan een “los” vioolconcert maar dat moest wachten op haar eerste uitvoering tot 1919.  In 1921 volgde nog een Celloconcert.
Het werk heeft alles in zich wat wijst op een concerto, maar is tegelijkertijd een soort rapsodie. Het werk bestaat in tegenstelling tot de klassieke structuur van een concert slechts uit één deel. Door de rapsodievorm volgen secties elkaar op. Het inschrijven van de cadens is dan weer wel een teken dat wijst op een concert, maar waar in het “normale” concert de virtuositeit van de solist getoond mag worden, blijft het hier kalm. De indeling in secties loopt parallel met de concertvorm snel-langzaam-snel.
De secties zijn als volgt te onderscheiden:
1. Expositie (maten 1 - 93)
2. Ontwikkeling (maten 94 - 167)
3. Cadens (maten 168 - 198)
4. Herhaling (maten 199 - 260)
5. Scherzo Finale (maten 261 - 343)

Albert Sammons gaf op 30 januari 1919 de eerste uitvoering met Adrian Boult en het Royal Philharmonic Orchestra. Sammonds had zelf enige passages gewijzigd om de muziek beter te kunnen spelen en te laten klinken. Delius gaf er zijn goedkeuring aan.

## Orkestratie
Delius schreef het werk voor:
- solo viool
- 2 dwarsfluiten, 1 hobo, 1 althobo, 2 klarinetten, 2 fagotten
- 4 hoorns, 2 trompetten, 3 trombones, 1 tuba
- pauken,  1 harp
- violen, altviolen, celli, contrabassen

## Uitvoering
Er zijn diverse opnamen van dit werk, waaronder één waarbij de oorspronkelijke solist speelt. Het werk bleef gedurende de eerste jaren na oplevering vrij populair. Het werd tot 1970 zeventien keer gespeeld tijdens de Promsconcerten, maar kwam daarna pas weer in 2012 terug. De eerste jaren speelde Sammonds het, in het begin van de 21e eeuw speelde Tasmin Little  het vaak en nam het op voor Chandos.